# Піщанське (Новоукраїнський район)
Піщáнське (до 2016 — Петрівське) — село в Україні, у Рівнянській сільській громаді Новоукраїнського району Кіровоградської області. Населення становить 14 осіб.

## Історія
За радянських часів і до 2016 року село мало назву Петрівське.

## Населення
Згідно з переписом УРСР 1989 року чисельність наявного населення села становила 15 осіб, з яких 6 чоловіків та 9 жінок.
За переписом населення України 2001 року в селі мешкало 14 осіб.

### Мова
Розподіл населення за рідною мовою за даними перепису 2001 року:
| Мова       | Відсоток |
| ---------- | -------- |
| українська | 85,71 %  |
| російська  | 14,29 %  |